# 危險性遊戲2
《危險性遊戲2》（英語：Cruel Intentions 2）是一部2000年美國喜劇電影，由羅傑·高寶編劇和導演，羅賓·德昂、莎拉·湯普森、姬莉·蓮·畢特和艾美·亞當斯主演。本片是1999年《危險性遊戲》 的前傳，於2001年3月13日以录像形式直接發行。這兩部電影均改編自皮埃尔·肖代洛·德拉克洛的《危險關係》。
本片最初計劃作為一部電視連續劇《曼徹斯特預科》（Manchester Prep），是第一部電影重新構思的前傳連續劇，被福克斯电视台收購，但在1999年9月播出前被取消。由於取消，兩集已完成的劇集被剪輯在一起，变成一部電影更名為《危險性遊戲2》，並在DVD發行時添加了涉及裸體的性內容場景。這部電影講述了塞巴斯蒂安·瓦爾蒙特和凯瑟琳·默特伊如何相遇以及他們如何開始恐怖統治的故事。這部電影之後推出了續集《危險性遊戲3》。

## 剧情
调皮捣蛋的学生塞巴斯蒂安·瓦尔蒙特因为父亲与富有的离异女人再婚，正在转学到曼彻斯特预备学校。他目前的校长坚决要求将塞巴斯蒂安的永久档案轉移到新学校，妨碍了他重新开始的机会，但塞巴斯蒂安却对他的妻子玩了一个残酷的把戏来进行报复。
在抵达纽约市后，塞巴斯蒂安发现了他新家庭的财富，并首次见到了狡詐而堅定的继妹凯瑟琳·默特伊。他迅速在钢琴和词汇方面表现出胜过她的水准，导致凯瑟琳和塞巴斯蒂安之间发生了一场冲突，她说他“最好不要干涉”她舒适的生活方式。
在等待见新校长的时候，塞巴斯蒂安遇到了丹妮尔·舍曼，她原来是舍曼校长的女儿。可预见的是，塞巴斯蒂安在他的永久档案被送到校长办公室之前将其换成了一个优秀的档案，现在他可以从零开始了。
在学校集会上，凯瑟琳为她的同学发表演讲。她被一个学生持续不断的打嗝声所打断，然后这个学生开始咀嚼口香糖来止住打嗝，不料窒息了。幸运的是，丹妮尔迅速采取行动，进行了海姆立克急救法，使她得以排出口香糖，但是口香糖飞到了凯瑟琳的头发上。一个由凯瑟琳主持的学生精英秘密社团的会议举行了，众人决定了新学生的命运。他们找到了打嗝的谢丽，发现谢丽的家庭比凯瑟琳的家庭更富有；加上集会的事件，凯瑟琳决定对谢丽展开报复。
塞巴斯蒂安和丹妮尔很快成为朋友，塞巴斯蒂安对她产生了好感。他们交换了关于他们生活的故事。塞巴斯蒂安的母亲是个吸毒者，在他还是个孩子的时候，父母就离婚了。他的父亲在迈阿密经营游艇，遇到了凯瑟琳的母亲并娶了她。塞巴斯蒂安一天天地過著擁有這些財富的生活。塞巴斯蒂安和凱瑟琳是一對經常爭吵的繼兄妹。有一天晚上，塞巴斯蒂安在游艇上抓住他父亲對凱瑟琳的母親不忠，与另一个女人发生关系。
塞巴斯蒂安来自一个较为谦逊的家庭，希望与家里的下人交朋友。这样做引起了凯瑟琳的愤怒，她无法联系到她的司机。加上对塞巴斯蒂安的嫉妒，她终于承认她对自己的生活感到不满。塞巴斯蒂安试图讨好丹妮尔：首先，在她的工作地方请她喝咖啡；然后，打电话。最终他们发展成了一段关系，但凱瑟琳看到了這一點，用它作為報復塞巴斯蒂安的一種方式。她想用一对双胞胎姐妹引誘他離開丹妮爾，两人與塞巴斯蒂安共用一個淋浴，並向他吐露丹妮爾是曼徹斯特唯一的處女。
凯瑟琳破坏谢丽的计划失败了，她的母亲告诉她去和谢丽交朋友，鼓励谢丽的母亲向学校捐赠一大笔钱。最终，塞巴斯蒂安与丹妮尔在一起，并向她表达了爱意，结果发现她并没有回应。原来，丹妮尔和凯瑟琳一起策划了一个秘密计划来愚弄塞巴斯蒂安。塞巴斯蒂安感到沮丧，他说“如果你不能打敗他們，那就加入他們”，然后与丹妮尔和凯瑟琳发生了一场三人行，随后三人结盟，一起统治和操縱他人。
塞巴斯蒂安在他的豪華轎車裡打開了丹妮爾送的禮物——一本日記。谢丽騎自行車時差點被塞巴斯蒂安的豪華轎車碾死。司機讓谢丽搭車後，塞巴斯蒂安給她拍了照片，他們最終發生了性關係，而坐在前排的凱瑟琳和丹妮爾交換了一個眼神，然後頑皮地微笑著。

## 反响
《危險性遊戲2》收到的評價普遍為負面。根據12名影評人的評論，該片在爛番茄上的支持率為17%。